# Swamp Water
Swamp Water (bra: O Segredo do Pântano; prt: Águas Sombrias) é um filme estadunidense de 1941, do gênero drama, dirigido por Jean Renoir para a 20th Century Fox, com roteiro de Dudley Nichols baseado no romance Swamp Water, de Vereen Bell.
Apesar das dificuldades do diretor francês de se adaptar aos métodos hollywoodianos — é o primeiro filme de Renoir nos Estados Unidos —, o filme se tornou popular e teve boa arrecadação nas bilheterias.

## Elenco
- Walter Brennan...Tom Keefer
- Walter Huston...Thursday Ragan
- Anne Baxter...Julie
- Dana Andrews...Ben
- Virginia Gilmore...Mabel MacKenzie
- John Carradine...Jesse Wick
- Mary Howard...Hannah
- Eugene Pallette...Xerife Jeb McKane
- Ward Bond...Tim Dorson
- Guinn 'Big Boy' Williams...Bud Dorson
- Russell Simpson...Marty McCord
- Joe Sawyer...Hardy Ragan
- Paul E. Burns...Tulle McKenzie
- Dave Morris...barbeiro
- Frank Austin...Fred Ulm

## Sinopse
Condenado injustamente por assassinato, Tom Keefer será executado na forca, mas consegue fugir da prisão e se dedicar a encontrar o verdadeiro culpado pelo crime e, assim, reverter sua condenação. Escondido num pântano, Keefer encontra um caçador que acredita em sua história, e ambos passam a caçar juntos, até que Keefer se apaixona por Julia, filha do caçador, estremecendo a amizade e a confiança mútua.